# Morine
La morine est un composé organique de la famille des flavonols. C'est un composé jaune-orangé, naturellement présent dans l'Oranger des Osages (Maclura pomifera ou Maclura aurantiaca), le Maclura tinctoria, le goyavier commun (Psidium guajava), et le bois de Jaquier (Artocarpus heterophyllus).
Elle est principalement utilisée comme teinture et pour l'impression sur tissu.
Elle peut aussi servir de test pour la présence d'aluminium (elle vire au vert) ou d'étain (fluorescence jaune-vert).

## Hétérosides
La morine est aussi présente naturellement sous forme d'hétéroside (glycoside), notamment:
- le morine-3-O-arabinoside[4]
- le morine-3-O-lyxoside[4]